# Charal (Pando)
Charal ist eine Ortschaft im Departamento Pando im Tiefland des südamerikanischen Andenstaates Bolivien.

## Lage im Nahraum
Charal liegt in der Provinz Madre de Dios und ist der drittgrößte Ort im Cantón Fortaleza im Municipio San Lorenzo. Die Ortschaft liegt auf einer Höhe von 178 m in einer Entfernung von zehn Kilometern westlich des Río Beni, der sich weiter flussabwärts bei Riberalta mit dem Río Madre de Dios vereinigt.

## Geographie
Charal liegt im bolivianischen Teil des Amazonasbeckens im nördlichen Teil des Landes, etwa 190 Kilometer Luftlinie südlich der Grenze zu Brasilien.
Die mittlere Durchschnittstemperatur der Region liegt bei 27 °C und schwankt nur unwesentlich zwischen gut 25 °C im Juni/Juli und 28 °C von September bis November (siehe Klimadiagramm Sena). Der Jahresniederschlag beträgt etwa 1750 mm, bei einer ausgeprägten Trockenzeit von Juni bis August mit Monatsniederschlägen unter 35 mm und einer Feuchtezeit von Dezember bis März mit Monatsniederschlägen von mehr als 200 mm.

## Verkehrsnetz
Charal liegt in einer Entfernung von 342 Straßenkilometern südlich Cobija, der Hauptstadt des Departamentos.
Von Cobija aus führt die 370 Kilometer lange Nationalstraße Ruta 13 nach Osten über Porvenir nach Puerto Rico, wo sie den Río Orthon überquert, und dann weiter in südwestlicher Richtung über El Sena am Río Madre de Dios und Naranjal nach El Triangulo (El Choro). Bei Naranjal zweigt eine Seitenstraße in südlicher Richtung ab und erreicht Blanca Flor nach weiteren 20 Kilometern. Von dort aus führt eine Piste in anfangs westlicher, später südlicher Richtung, die nach weiteren 55 Kilometern Charal und anschließend Fortaleza erreicht.

## Bevölkerung
Die Einwohnerzahl der Ortschaft bei der letzten Volkszählung von 2012 betrug 159 Einwohner. In vorherigen Volkszählungen war Charal nicht als eigenständige Ortschaft aufgeführt, der Ort ist auf der Reliefkarte Barrera Fortaleza von 1990 aber schon mit mehreren Gebäuden verzeichnet:
| Jahr | Einwohner         | Quelle       |
| ---- | ----------------- | ------------ |
| 1992 | keine Detaildaten | Volkszählung |
| 2001 | keine Detaildaten | Volkszählung |
| 2012 | 159               | Volkszählung |
| 2024 |                   | Volkszählung |